# Alecto (mythologie)
Alecto (Ἀληκτώ, afkomstig van het Griekse ἄ[λ]ληκτος, dat onophoudelijk betekent) is een van de drie Erinyen (of Furiën) in de Griekse mythologie. 
Volgens de Griekse dichter Hesiodus, waren Alecto en haar zusters Megaera en Tisiphone de dochters van Gaea, die bevrucht werd door het bloed van Uranus, toen hij gecastreerd werd door Kronos.
De taak van de Erinye Alecto was het straffen van mensen die schade toegebracht hadden aan andere mensen.
Alecto komt voor in de Aeneis van Virgilius en in De goddelijke komedie van Dante Alighieri